# Тимофеевка (растение)
Тимофе́евка, или Аржане́ц (лат. Phléum) — род однолетних или многолетних трав семейства Злаки, или Мятликовые (Poaceae), широко распространённых в Евразии и Африке, интродуцированных за океаном в Америке и Австралии. Встречается в лесах, лесостепях и в горных районах. Зимостойкое растение, всходит ранней весной.
| |
| |
| Phleum spp.. Ботаническая иллюстрация Якоба Штурма из книги Deutschlands Flora in Abbildungen, 1796 |

## Название
«Этимологический словарь русского языка» Макса Фасмера выводит название аржанец из ръжаньць — рожь.
«Толковый словарь» Владимира Даля приводит другие русские названия тимофеевки: арженец, арженик, оржанец, ржаник, полевик, палочник, сеянец, тимофей, сивуха, сивун.
«Толковый словарь» Дмитрия Ушакова дополняет этот список: тимофеева трава, луговой ржанец.
В то же время «Энциклопедический словарь Брокгауза и Ефрона» утверждает, что название тимофеева трава применимо лишь к одному из видов тимофеевки, а именно к тимофеевке луговой.

## Ботаническое описание
Растение во многом схоже с близкородственным лисохвостом (Alopecurus). 
Однолетние или многолетние растения, зачастую с коротким корневищем. Растёт до 1 метра в высоту, образует рыхлые кусты.
Листовые пластинки линейные, плоские. 
Цветки формируют султан — мелкий, но плотный цилиндрический колос.
Соцветие колосовидное, цилиндрическая метёлка, удлиненно-яйцевидная или головчатая; ветви короткие, иногда сросшиеся с осью, колоски густо скученные, почти сидячие. Колоски сильно сжатые с боков, цветочек один; колосковые чешуи одинаковые, сбоку продолговатые или обратнояйцевидные, длиннее цветка и окружают его, с тремя жилками, сильно килеватые. Киль часто гребенчато-реснитчатый, края перекрываются, но не срастаются, вершина от усеченной до острой, с толстым остовом или короткой жесткой остью. Нижняя цветковая чешуя широкая и продолговатая или яйцевидная, тонкоплёнчатая, выпуклая на дорсальной стороне, с 3–7 жилками, безостая или заостренная.
Плод — зерновка, бывает от эллипсоидной формы до яйцевидной.
Семена имеют крючочки и разносятся по территории, зацепившись за одежду человека или шерсть животных. Размножается также корневищем, которое имеет белый цвет и толщину 3—5 мм. В жару корневище желтеет и засыхает, но корни хорошо переносят засуху и после увлажнения почвы дают молодую поросль.

## Использование
Некоторые виды, в первую очередь Тимофеевка луговая (Phleum pratense), имеют большое хозяйственное значение как важные кормовые растения, идущие на корм любому сельскохозяйственному скоту.
В России растение введено в культуру в XVII веке. Культивируется на пастбищах и, как сеяные травы, на полях для заготовки сена. Косят в начале цветения.

## Таксономия
Phleum L., Sp. Pl. 1: 59. 1753.

### Синонимы
В синонимику рода входят следующие названия:
Гомотипные
- Stelephuros Adans., Fam. Pl. 2: 31, 607. 1763, nom. superfl.
- Plantinia Bubani, Fl. Pyren. 4: 268. 1901, nom. superfl.

Гетеротипные
- Achnodonton P.Beauv., Ess. Agrostogr.: 24. 1812.
- Chilochloa P.Beauv., Ess. Agrostogr.: 37. 1812.
- Achnodon Link, Hort. Berol. 1: 65. 1827.
- Maillea Parl., Pl. Nov.: 31. 1842.

### Виды
Род включает 15—18 видов:
- Phleum alpinum L. — Тимофеевка альпийская
- Phleum arenarium L. — Тимофеевка песчаная
- Phleum bertolonii DC.
- Phleum boissieri Bornm.
- Phleum ×brueggeri K.Richt.
- Phleum crypsoides (d'Urv.) Hack.
- Phleum echinatum Host
- Phleum exaratum Griseb.
- Phleum gibbum Boiss.
- Phleum himalaicum Mez
- Phleum hirsutum Honck.
- Phleum iranicum Bornm. & Gauba
- Phleum montanum K.Koch
- Phleum paniculatum Huds. — Тимофеевка метельчатая
- Phleum phleoides (L.) H.Karst. — Тимофеевка степная
- Phleum pratense L. typus[15] — Тимофеевка луговая
- Phleum subulatum (Savi) Asch. & Graebn.
- Phleum ×viniklarii Röhl.